# Lophoptera quadrinotata
Lophoptera quadrinotata är en fjärilsart som beskrevs av Walker 1864. Lophoptera quadrinotata ingår i släktet Lophoptera och familjen nattflyn. Inga underarter finns listade i Catalogue of Life.